# Cotorreta frontgroga
La cotorreta frontgroga (Brotogeris sanctithomae) és una espècie d'ocell de la família dels psitàcids que habita en zones amb arbres, sovint a prop de l'aigua, al sud-est de Colòmbia, nord-est del Perú, Brasil amazònic i nord de Bolívia.